# Spaniocentra intermediata
Spaniocentra intermediata är en fjärilsart som beskrevs av Louis Beethoven Prout 1916. Spaniocentra intermediata ingår i släktet Spaniocentra och familjen mätare. Inga underarter finns listade i Catalogue of Life.